# Vælgerforening
En vælgerforening består af medlemmer af et politisk parti.
Hovedformålet med vælgerforeningen er at vælge eller udpege kandidater til politiske organer, f.eks. byråd, amtsråd, Folketinget og Europa-Parlamentet.
Ofte anvendes en vælgerforenings medlemmer til offentlige hverv, såsom valgstyrere og tilforordnede vælgere (medhjælpere ved valg og folkeafstemninger) og domsmænd.
Hertil kommer andre gøremål som indsamling af penge til valgkampe, udgivelse af medlemsskrifter, hjemmesider, der portrætterer og eksponerer partiet lokalt, opsætning af valgplakater mv.
Endelig kommer helt sociale formål med fokus på det politiske indhold lokalt, nationalt og international.
Nogle partier kalder deres vælgerforeninger for partiforeninger (Socialdemokratiet og SF). Det er som regel et ønske om at understrege det lokale niveaus betydning i politikudviklingen.
Andre partier kalder det foreninger (Det Radikale Venstre).